# De geboorte van Christus (Champaigne)
De geboorte van Christus (Frans: La Nativité) is een schilderij van Philippe de Champaigne. Hij maakte het rond 1643. Het werk maakt deel uit van de collectie van het Museum voor Schone Kunsten in Rijsel. 

## Herkomst
Jacques Tubeuf, de opdrachtgever voor het schilderij, was een belangrijk man in Parijs in het midden van de zeventiende eeuw. Hij bekleedde verschillende invloedrijke posities, waaronder die van surintendant des finances, te vergelijken met een minister van financiën. Hij had een eigen kapel in het Maison de l'Oratoire in de Rue Saint-Honoré dat onderdak bood aan een van de belangrijkste religieuze ordes van Frankrijk, de Oratoire de Jésus et Marie. Rond 1643 liet hij deze kapel door Champaigne decoreren. De geboorte van Christus had een centrale plaats in de kapel, geflankeerd door schilderijen van de visitatie (nu in het Seattle Art Museum), van de droom van Jozef (waarschijnlijk verloren gegaan) en aan de bovenkant van de Maria-Tenhemelopneming (nu in het Musée Thomas-Henry in Cherbourg). 
Tijdens de Franse revolutie werd het schilderij in beslag genomen en in 1801 toegewezen aan het Museum voor Schone Kunsten van Rijsel, dat onlangs was opgericht.

## Voorstelling
Boven in het schilderij bekijken twee engelen op een platform van wolken en engelenkopjes het tafereel. Daaronder aanbidden Maria en Jozef hun kind, vergezeld door een os die Jezus met zijn adem verwarmt en een nauwelijks zichtbare ezel. Jezus is strak ingebakerd waarmee Champaigne trouw blijft aan de beschrijving in het evangelie volgens Lucas en de gebruikelijke praktijk in de zeventiende eeuw. Op de voorgrond zijn een waterkruik en een wandelstok te zien die de toeschouwer eraan herinneren dat Jozef en Maria op weg waren naar Bethlehem voor de volkstelling.
Champaigne maakte een voor de barok ongewone weergave van de geboorte van Christus. Het was in die tijd gebruikelijk dat de herders of de koningen aanwezig waren om het kind te aanbidden. Nu is links op de achtergrond slechts de engel te zien die licht uitstraalt over het landschap en de komst van de Messias aan de herders aankondigt. Hij volgde de voorschriften van de theoloog Molanus uit de contrareformatie en schilderde Maria knielend naast Jezus en Jozef als een krachtige pater familias, niet als een oude man. Zo slaagde hij erin om een harmonieus en sober werk te maken waar alle gezichten een diepe spiritualiteit uitdrukken. De halo om het kind verlicht het contemplatieve en tedere gezicht van de Maagd, terwijl Jozef peinzend voor zich uitstaart. De geboorte van Cristus is een van de eerste werken waar Champaigne de barok achter zich laat en een classicistische stijl hanteert.

## Afbeeldingen

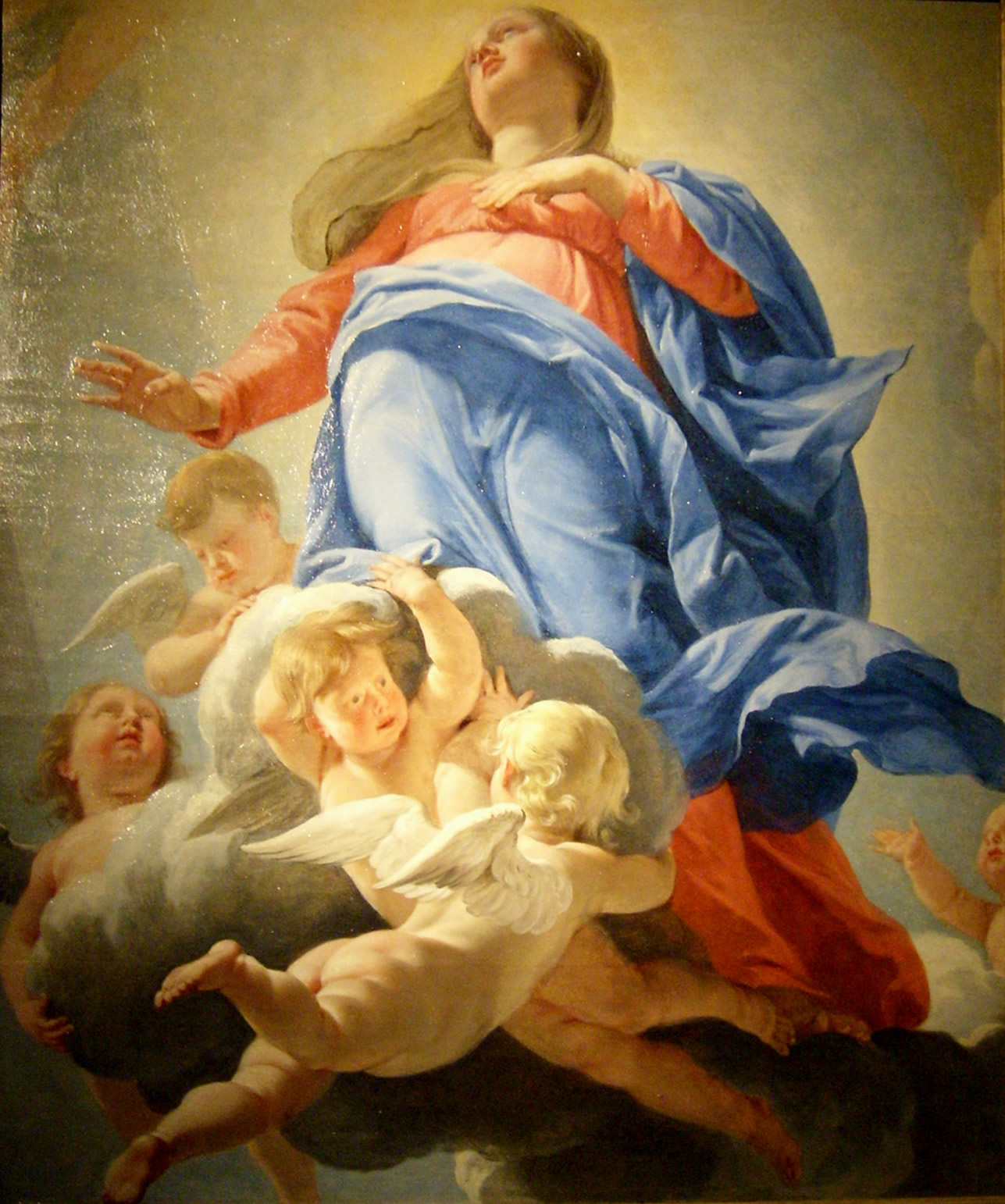
Maria-Tenhemelopneming
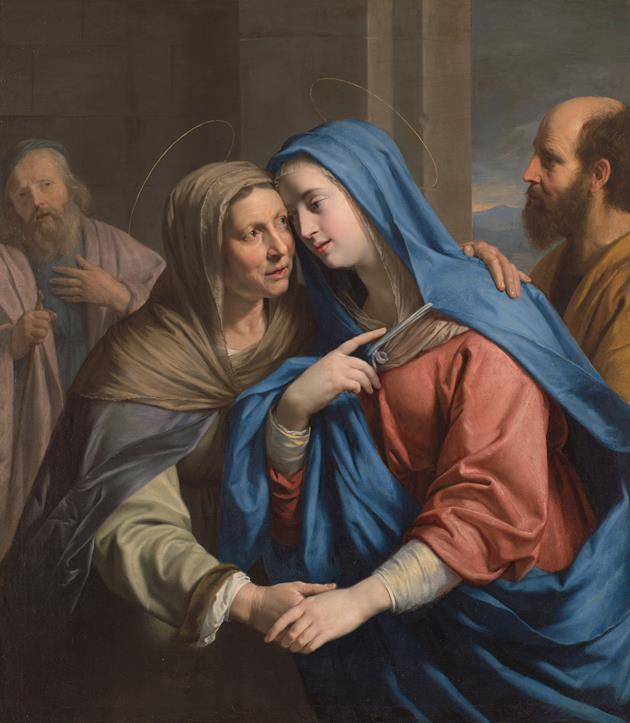
De visitatie
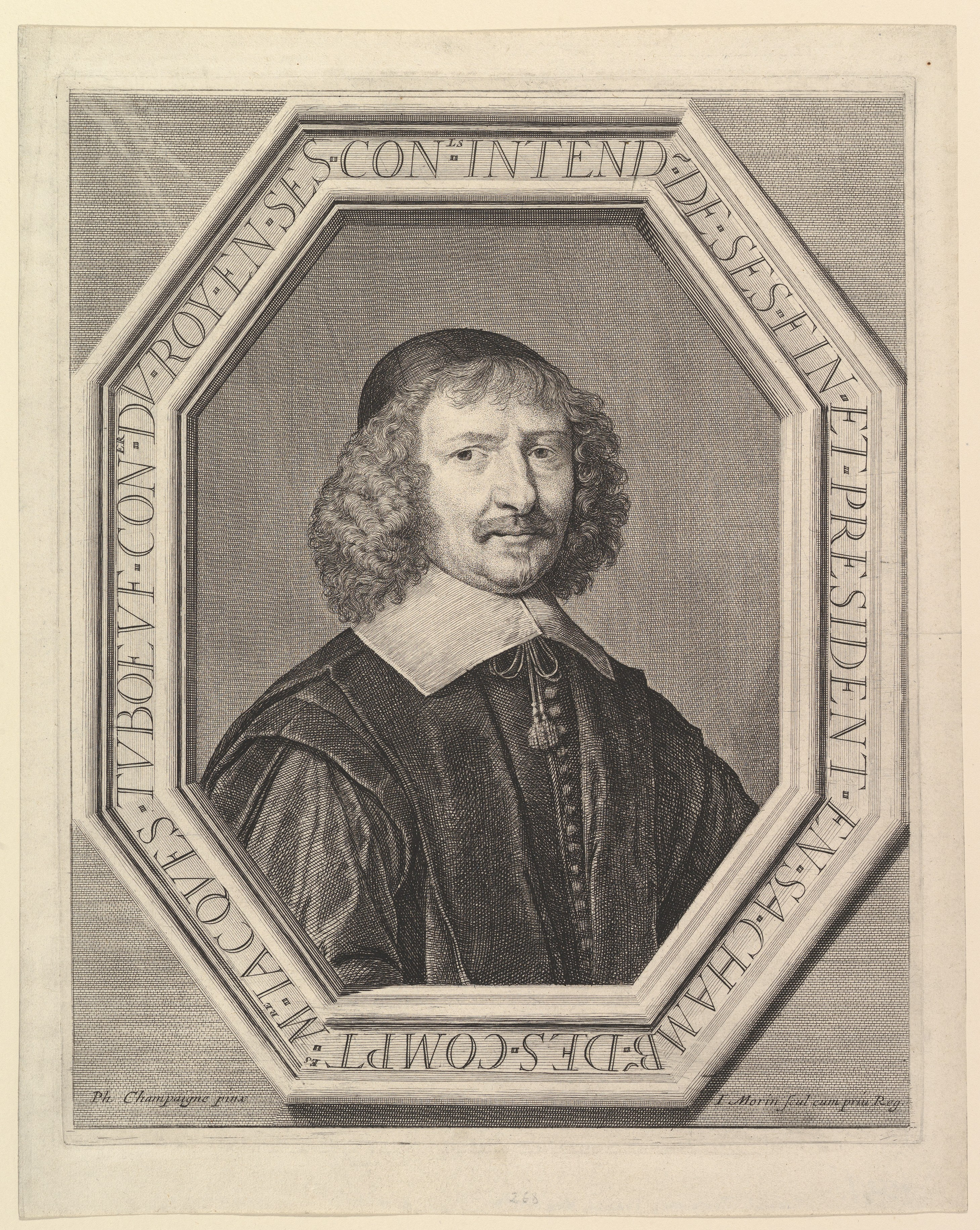
Portret van Jacques Tubeuf, ets naar verloren gegaan schilderij